# 君塚栄治

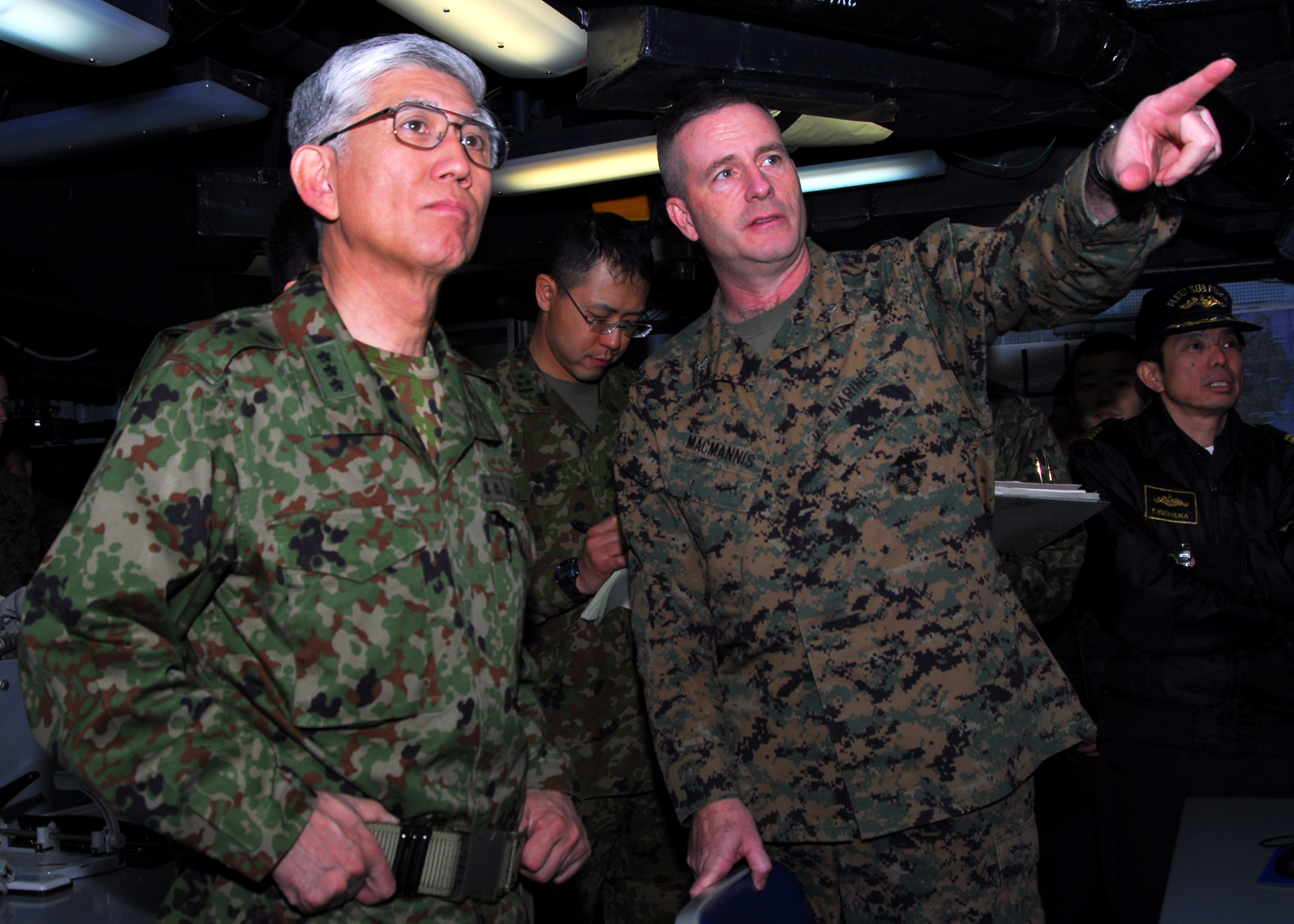
米海軍の強襲揚陸艦「エセックス」艦内で、案内を受ける君塚

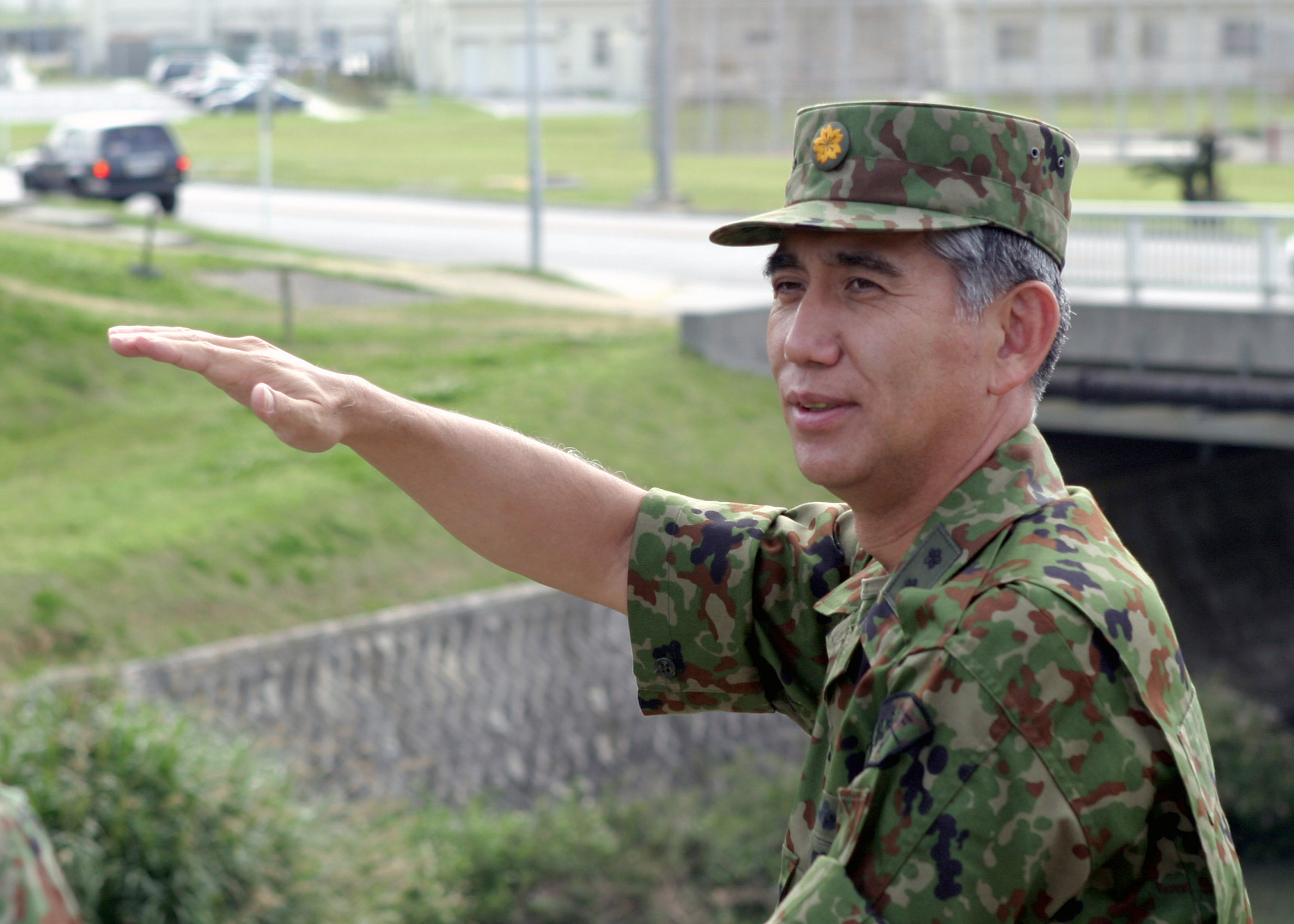
沖縄県の在日米軍基地を視察する君塚

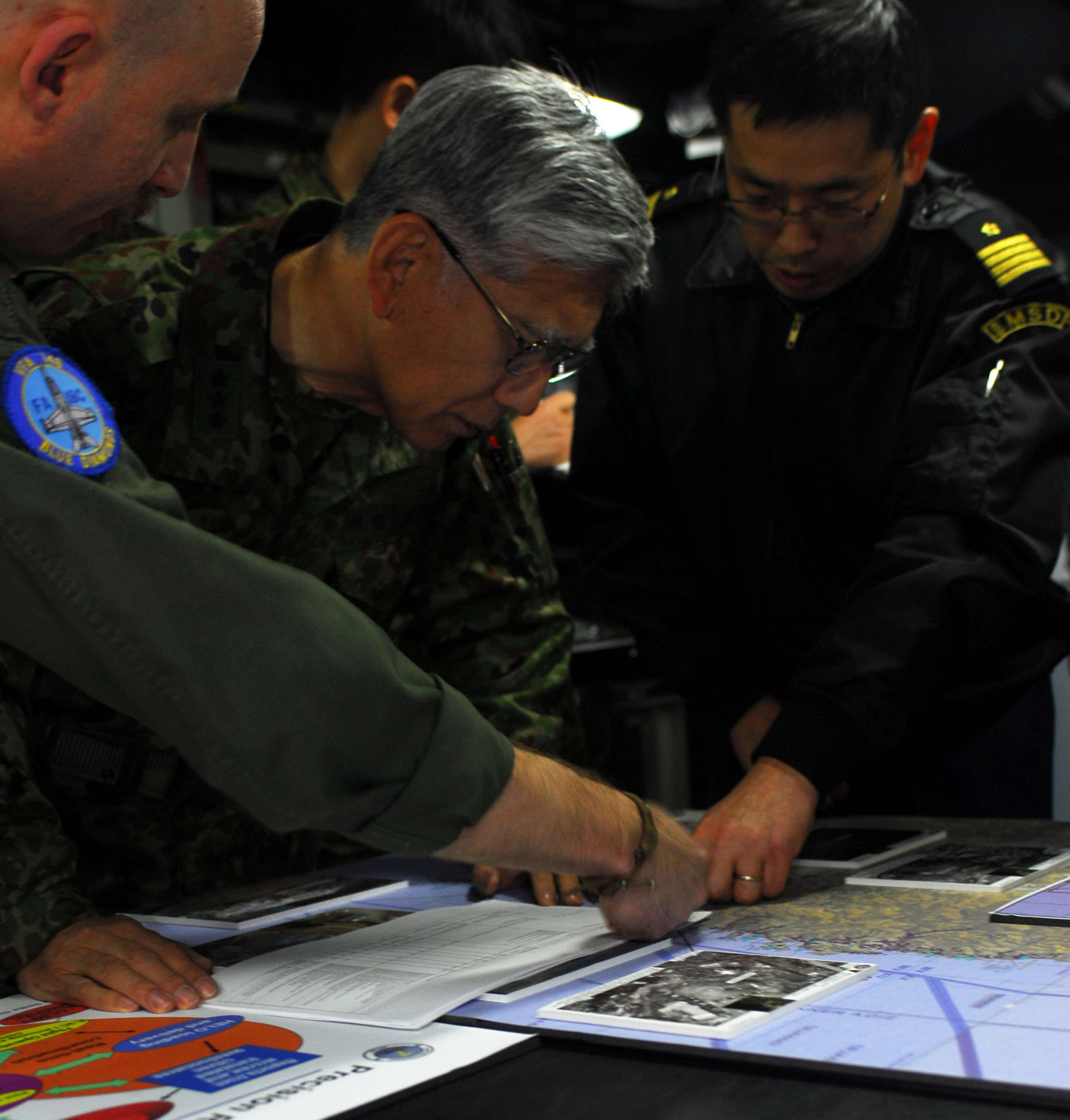
東日本大震災の時、米空母「ロナルド・レーガン」艦内で支援の状況を確認する君塚

君塚 栄治（きみづか えいじ、1952年〈昭和27年〉7月16日 -  2015年〈平成27年〉12月28日）は、日本の陸上自衛官。第33代陸上幕僚長。1等陸佐までの職種は野戦特科。自衛隊初の災統合任務部隊（JTF）指揮官・東北方面総監経験者初の陸上幕僚長。位階は従三位。

## 概要
神奈川県相模原市出身。東京都立豊多摩高等学校卒業。防衛大学校（第20期）卒業後、陸上自衛隊に入隊。アメリカ陸軍上級砲兵学校、アメリカ陸軍指揮幕僚大学及び幹部レンジャー課程、空挺課程を修了。東北方面総監在任時に発生した東日本大震災においては自衛隊の統合運用史上最大となる10万人規模からなる陸海空の統合任務部隊（JTF-TH:Joint Task Force - Tohoku）の指揮官を務め、人命救助や被災地支援などの陣頭指揮にあたった（東日本大震災に対する自衛隊の対応）。その功績により東北方面総監からは初となる陸上幕僚長への昇格を果たした。陸幕長就任に際しては「国家の緊急事態における『最後の砦』としての陸上自衛隊」を信念に掲げ、在任中は水陸両用部隊の整備や機動力向上をはじめ、通信システムの海空自衛隊との連接、米海兵隊との共同訓練の推進や連絡幹部交換の開始など新たな取り組みに着手した。2013年（平成25年）1月には陸幕長として15年ぶりにインドネシアを訪問し、米陸軍指揮幕僚大学留学時の同期生であるユドヨノ大統領を表敬。積極的に海外を訪問し、東日本大震災の教訓をもとに人道支援・災害救援（HA/DR：Humanitarian Assitance and Disaster Relief）における各国の連携を呼びかけるなど、国際的な防衛協力・交流の推進にも尽力した。
2015年（平成27年）12月28日、肺がんのため死去。63歳没。没後に従三位に叙され、瑞宝重光章を追贈された。

## 略歴
- 1976年（昭和51年）3月：防衛大学校卒業（第20期、土木）
- 1995年（平成07年）1月：1等陸佐に昇任
- 1998年（平成10年）6月30日：第10特科連隊長兼豊川駐屯地司令
- 1999年（平成11年）12月10日：陸上幕僚監部防衛部防衛課長
- 2001年（平成13年）6月29日：陸将補に昇任
- 2002年（平成14年）3月22日：西部方面総監部幕僚副長
- 2003年（平成15年）12月5日：第1混成団長兼那覇駐屯地司令
- 2005年（平成17年）7月28日：陸上幕僚監部人事部長
- 2006年（平成18年）8月4日：中部方面総監部幕僚長兼伊丹駐屯地司令
- 2007年（平成19年）7月3日：陸将に昇任、第8師団長
- 2008年（平成20年）3月24日：防衛大学校幹事
- 2009年（平成21年）7月21日：第34代東北方面総監に就任
- 2011年（平成23年）
  - 3月14日～7月1日 : 東日本大震災対処のため、10万人規模からなる災統合任務部隊（JTF-TH）の指揮官を務めた。
  - 8月5日：第33代陸上幕僚長に就任
- 2013年（平成25年）8月27日：退官
- 2014年（平成26年）2月1日：株式会社小松製作所顧問
- 2014年（平成26年）6月3日：静岡県補佐官（危機管理担当）委嘱
- 2015年（平成27年）12月28日：死去（享年63）

## 栄典
- 2008年（平成20年）3月11日：リージョン・オブ・メリット（士官級勲功章）[7]
- 2015年（平成27年）12月28日：従三位、瑞宝重光章[6]

## 参考資料
- 防衛年鑑 ISBN 9784938468316（2010年版・543頁）
- 防衛省人事発令（2010～2013将人事）